# 闲人马大姐
《閒人馬大姐》是由英氏影視公司拍攝的一部室内情景喜劇。本片以北京西城區某住宅社區內一位退休妇女馬小燕及其家庭、鄰居生活為背景，反映了北京人的生活習慣與社會面貌。其主演是蔡明。

## 職員表
- 編劇：梁左、梁歡
- 策劃：梁歡、白志龍
- 導演：英達

## 主要人物
王家
- 馬小燕，蔡明飾，曾在內蒙阿巴嘎旗插隊，原國務院某招待所服務員副小組長，提前退休，先後擔任抗癌聯誼會會長，樓長，代理居委會主任。著作《馬小燕的美麗人生》。
- 王援朝，李建華飾，馬大姐的丈夫，在社科院看大門，後調配到河北山區扶貧。
- 王艾嘉，虞夢飾，馬大姐的女兒，職高畢業，先後在臭豆腐廠、環三環信息服務公司工作。
- 王大爷，李琦飾，王援朝的父親，馬大姐的公公。為人乖張，很難伺候。久居河北唐山。
- 王躍進，王援朝之弟，王大爺之子，與王大爺一起住在河北唐山。

馬家
- 馬小燕
- 馬小燕之父，劇中未出現，解放前為奸商。
- 馬小燕之母，也姓馬，一度自稱是京東二十八里店人，後證偽。半身不遂，在劇中死去，引發遺產糾紛。
- 馬大燕，馬大姐之姊，與馬大姐關係不佳。
- 马大虎，馬小燕大哥，癱瘓在床多年。
- 马小虎，张永强飾，馬小燕之弟，下岗待業在家，靠母親退休工资養活，好赌博。
- 惠茹，姓失其考，马小虎之妻。

刘家
- 劉師傅，劇中從未出現，劉勇之父，杜阿姨之夫，後至銀川任副廠長。
- 劉奶奶，金雅琴飾，本名魏玉梅，又叫劉魏玉梅，年屆八旬。
- 杜阿姨，李野萍飾，劉勇的媽媽，下崗工人，後隨丈夫老劉赴銀川工作。
- 劉勇，呂小品飾，劉奶奶的孫子，後隨父母至銀川工作，喜歡王艾嘉。
- 劉強， 劉勇二叔的兒子，到北京复讀一年，喜歡王艾嘉。

孔家
- 孟大媽，金昭飾，名孟昭蘭（在《馬大姐新傳》中變成孟憲蘭），自稱是孟子後代，居委會主任，後被梁蘭取代。
- 孔繁凡，孟大媽的孫子，初中生。

張家
- 張紅偉，張紅偉飾，與紡織廠的秀英有婚外情。與秀梅有一子。
- 秀梅，張紅偉的妻子。

其他角色
- 潘大慶，刘金山飾，人稱潘總，李大姐的前夫，假大款。父潘永祿。曾因詐騙罪入獄服刑。
- 何蓉生，尚敬饰，四川人，四川大學中文系畢業，自由撰稿人，自稱作家，與潘大慶合住。喜歡王艾嘉。
- 王茂琪，王茂琪飾，喪偶，喜歡梁蘭。
- 梁蘭，张颜饰，大學畢業生，新居委會主任，取代孟大媽。
- 李大姐， 潘大慶的前妻，李二姐的表姐。
- 李二姐，马羚饰，名李偉，李大姐的表妹。
- 陸一凡，梁天饰，人稱陸總，王艾嘉的上司，環三環信息服務中心負責人，北京市十佳好市民，優秀青年企業家。喪偶，有一女。喜歡王艾嘉。
- 趙老師，退休老教師，在小區門口經營小賣部。
- 小李，負責本片治安的民警。

## 花絮與趣聞
- 扮演梁蘭的張顏在之前扮演了本劇中的一個騙子。
- 扮演潘大慶的劉金山在之前扮演了本劇中友德公司的黃經理。
- 王茂琪和張紅偉都是劇組工作人員，以本名出演。
- 劇中經常出現本劇工作人員的橋段，如虛構“白小龍”這一角色（影射白志龍）。
- 扮演馬大姐的蔡明在某一集中客串了自己。在該集中借潘大慶之口惡搞蔡明。
- 劇中多次提到劉勇的爸爸，杜阿姨的丈夫劉師傅從未在劇中露面。
- 本劇前半部劇名為《閒人馬大姐》，後半部分劇名變為《馬大姐和鄰居們》。
- 本劇每一集中馬大姐都會露面，而王援朝和王艾嘉則不一定。
- 本劇在第37集末尾出現“全劇終”字樣。
- 本劇第36集無法在網絡上找到，有網友稱第36集非常震撼。[4]內容系相關王艾嘉的身體突發疾病，進而揭示出王艾嘉並非王氏夫婦親生女兒的身世。
- 在《馬大姐新傳》中，王艾嘉最終和一位中年教授結婚，有網友指出，王艾嘉喜歡成熟男性這一事實已經在《閒人馬大姐》中有所體現：20出頭的王艾嘉愛上了39歲的陸總。《閒人馬大姐》後面十幾集集中敘述王艾嘉和劉勇的感情發展，二人甚至已經訂婚。但在《馬大姐新傳》中，劉家所有角色都不再出現，而王艾嘉也與劉勇分手，讓人唏噓。

## 奖项
- 2002年 飞天奖 优秀系列剧奖（第一部获得飞天奖的情景喜剧）

## 後續作品
1. 《黨員馬大姐》（2002年）
2. 《馬大姐外傳》（2006年央视春晚小品，蔡明、郭达、岳秀清主演）
3. 《馬大姐和鄰居們》（2007年）
4. 《馬大姐新傳》（2008年）
5. 《超人馬大姐》（2009年）